# کنوانسیون دستکاری محیط زیست
کنوانسیون دستکاری محیط زیست (به انگلیسی: Environmental Modification Convention)، که به‌طور رسمی کنوانسیون ممنوعیت کاربرد نظامی یا هر گونه کاربرد خصمانه از تکنیک‌های دستکاری محیط زیست نام دارد، یک معاهده بین‌المللی است که کاربرد نظامی یا دیگر کاربردهای خصمانه از تکنیک‌های دستکاری محیط‌زیست با پیامدهای گسترده، که طولانی‌مدت یا شدید باشد را ممنوع می‌کند. در ۱۸ مه ۱۹۷۷ در ژنو برای امضا باز شد و در ۵ اکتبر ۱۹۷۸ لازم‌الاجرا شد.
این کنوانسیون، جنگ آب و هوا را که استفاده از تکنیک‌های دستکاری آب و هوا به منظور ایجاد آسیب یا تخریب است، ممنوع می‌کند. کنوانسیون تنوع زیستی سال ۲۰۱۰ نیز برخی از شکل‌های دستکاری آب و هوا یا مهندسی زمین را ممنوع می‌کند.
بسیاری از ایالت‌ها این را به عنوان ممنوعیت کامل استفاده از علف‌کشها در زمان جنگ نمی‌دانند، مانند عامل نارنجی، اما نیاز به بررسی موردی دارد.
این کنوانسیون توسط ۴۸ کشور امضا شد. ۱۶ تا از امضاکنندگان آن را تأیید نکرده‌اند. از سال ۲۰۲۲، این کنوانسیون دارای ۷۸ کشور عضو است.